# アシル・ドゥヴェリア
アシル・ドゥヴェリア（Achille Devéria、1800年2月6日 - 1857年12月23日）は、フランスの画家、イラストレーター、版画家である。

## 略歴
パリで、海軍士官の息子に生まれた。弟のウジェーヌ・ドゥヴェリア(Eugène Devéria: 1805-1865)と妹のロール・ドゥヴェリア(Laure Devéria: 1813-1838)も画家になった。
画家のアンヌ＝ルイ・ジロデ＝トリオゾンの学生になり、その後王室の装飾デザイナーのルイ・ラフィット(Louis Lafitte: 1770-1828)に学んだ。 
1822年からパリのサロンに出展を始めた。1829年にパリのリトグラフ（石版画）の作家で出版業者のシャルル・モット(Charles Motte: 1784-1836)の娘と結婚した。1830年から、弟のウジェーヌと私立の美術学校を経営し、ある程度成功した。この美術学校で学んだ学生にはオーギュスト＝バルテルミー・グレーズ(1807–1893) がいる。この頃から、リトグラフの制作を主にするようになり、義父の出版社などの書籍の挿絵を描くようになった。「ドン・キホーテ」や「ロビンソン・クルーソー」、ゲーテの「ファウスト」、シャルル・ペローのおとぎ話などの挿絵を描いた。
人気のある肖像画家、肖像版画家の一人になり、 パリのRue de l'Ouestのドゥヴェリアのスタジオでオノレ・ド・バルザック、シャルル・ボードレールといった著名な人物の肖像画を描き、アンリ・グレヴドン(Henri Grévedon: 1776-1860)と息子のテオデュール・シャルル・ドゥヴェリア(Théodule Charles Devéria: 1831-1871)と共同で何冊かの肖像版画集を出版した。
1849年に、フランス国立図書館のグラフィック・コレクションの責任者に任じられ、1850年にルーヴル美術館のエジプト・コレクションの副学芸員に任命された。1855年11月にレジオンドヌール勲章（シュバリエ）を受勲した。1857年にエジプトへの研究旅行に出て、秋に病気になり帰国し、数週間後にパリで亡くなった。
息子のテオデュール・シャルル・ドゥヴェリアは版画家として働き、別の息子のガブリエル・ドゥヴェリア(Gabriel Devéria: 1844-1899)は外交官、中国学者になり、西夏文字の研究に功績をあげた。娘のサラ・ドゥヴェリア(Sara Dévéria: 1838-1914)は画家のポール＝アルフレッド・コラン(Paul-Alfred Colin: 1838-1916)と結婚した。 

## 作品

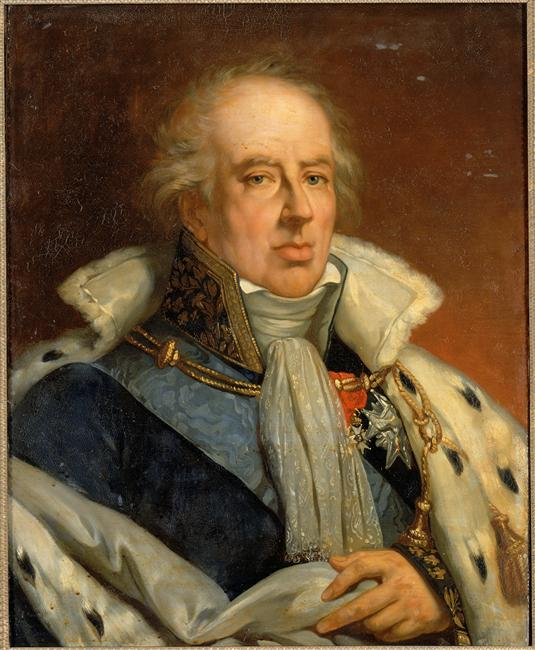
油絵肖像画、ラ・ロシュフーコー＝リアンクール公(1836) ヴェルサイユ宮殿
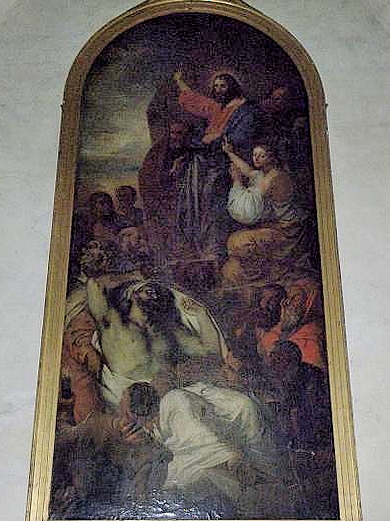
フージェールの教会(Église Saint-Léonard)の装飾画 (1835)
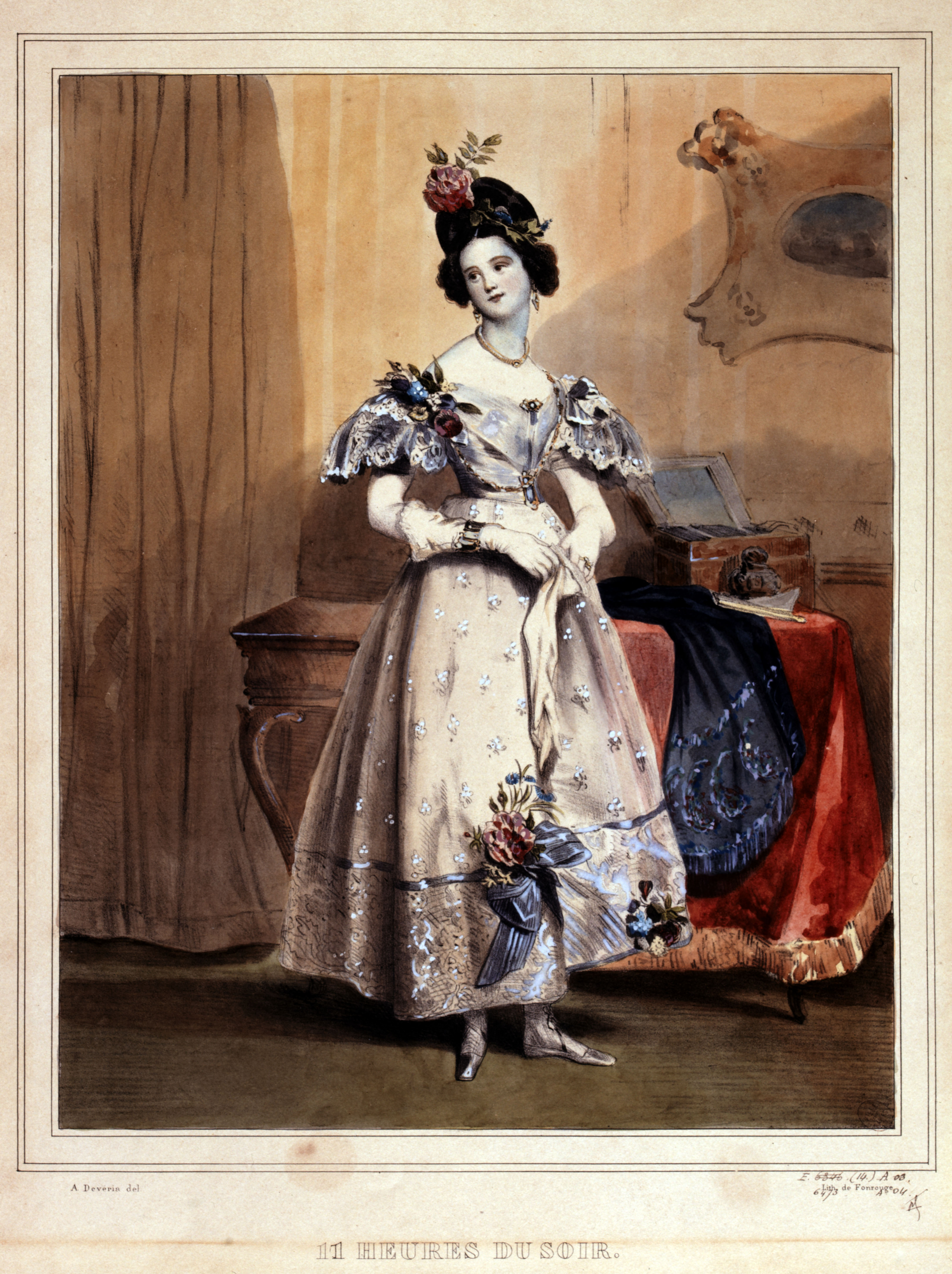
リトグラフ (1831) カルナヴァレ博物館
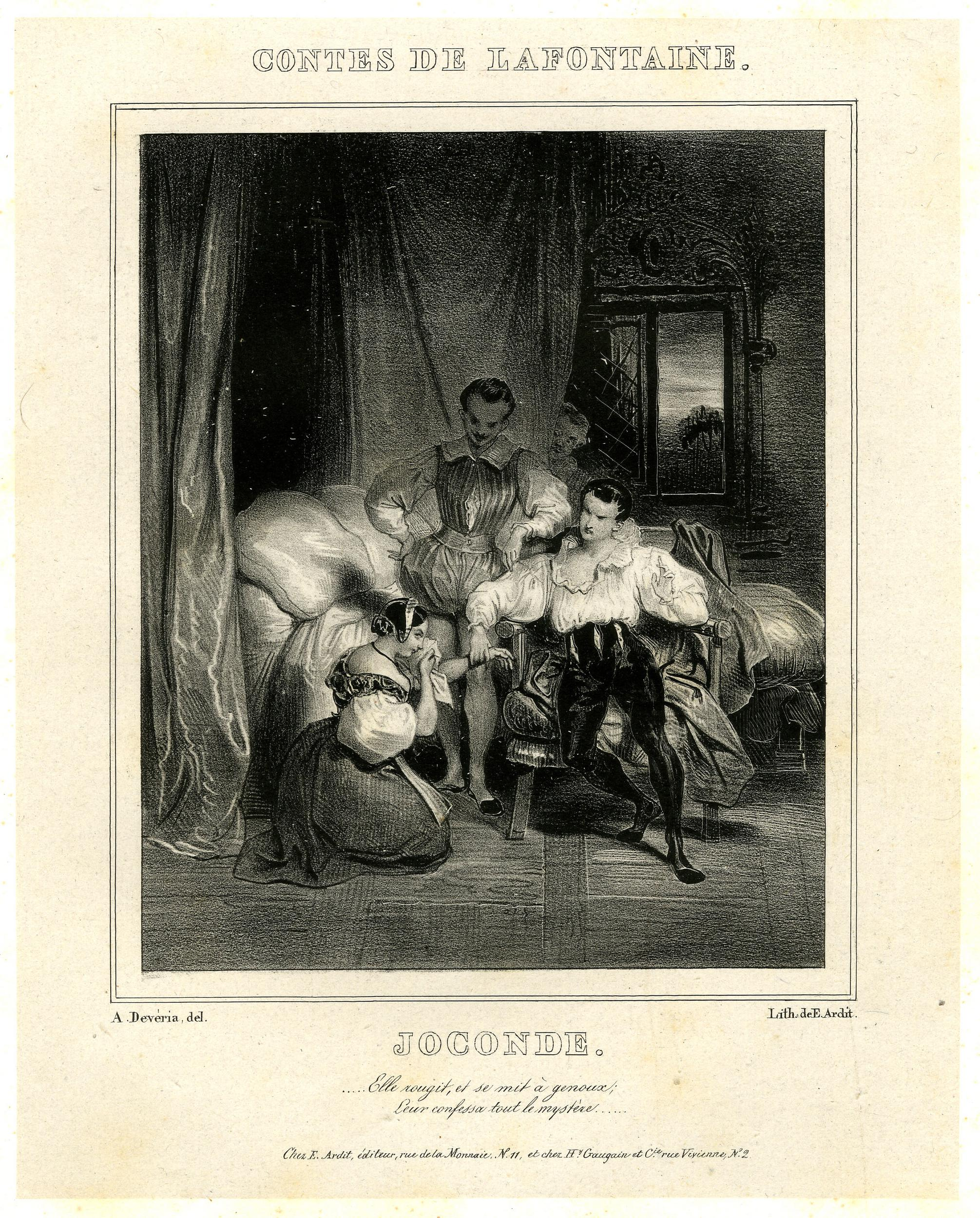
ジャン・ド・ラ・フォンテーヌの『Joconde』の場面
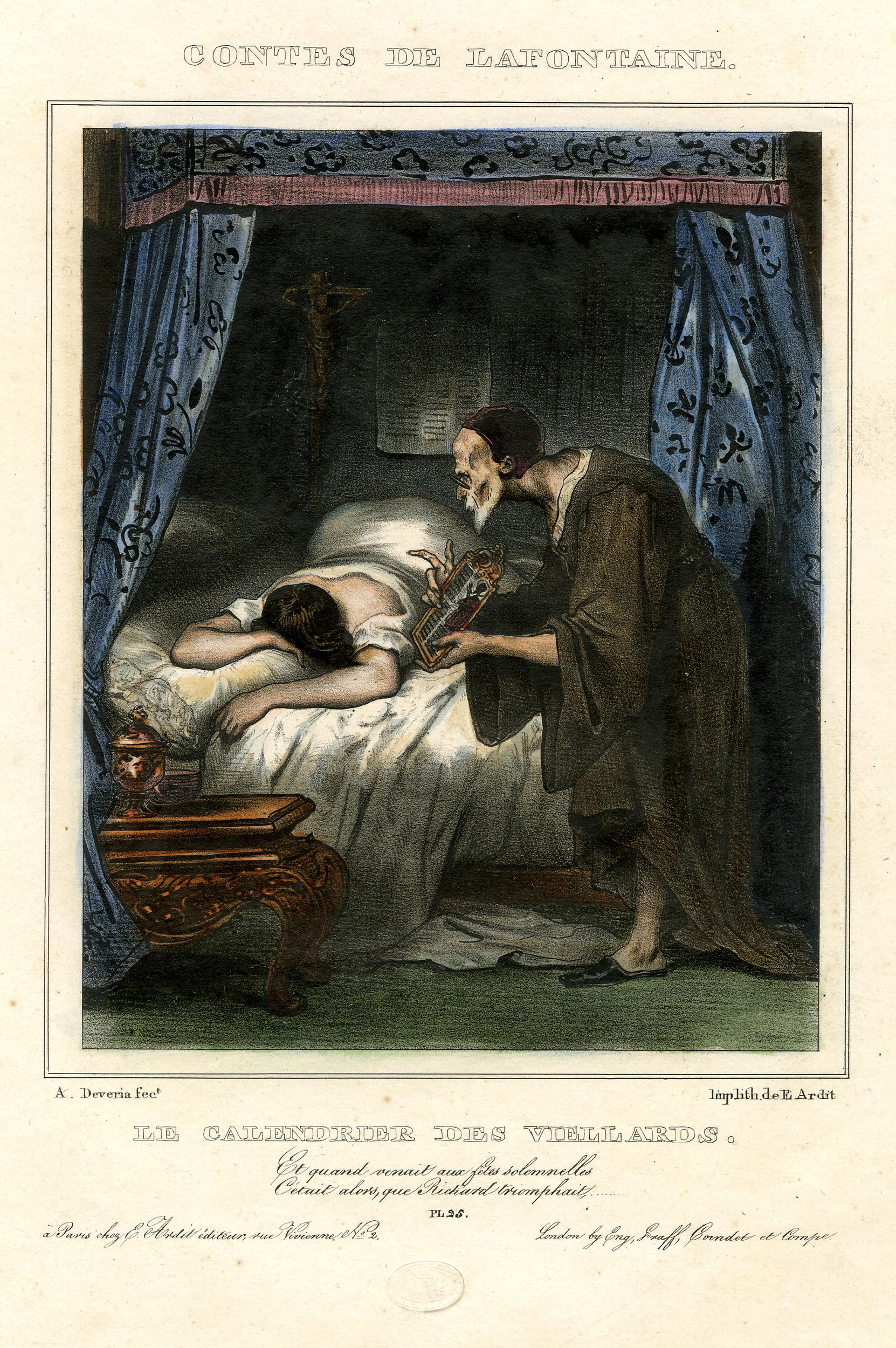
ラ・フォンテーヌの『 Le. Calendrier des Vieillards』の場面
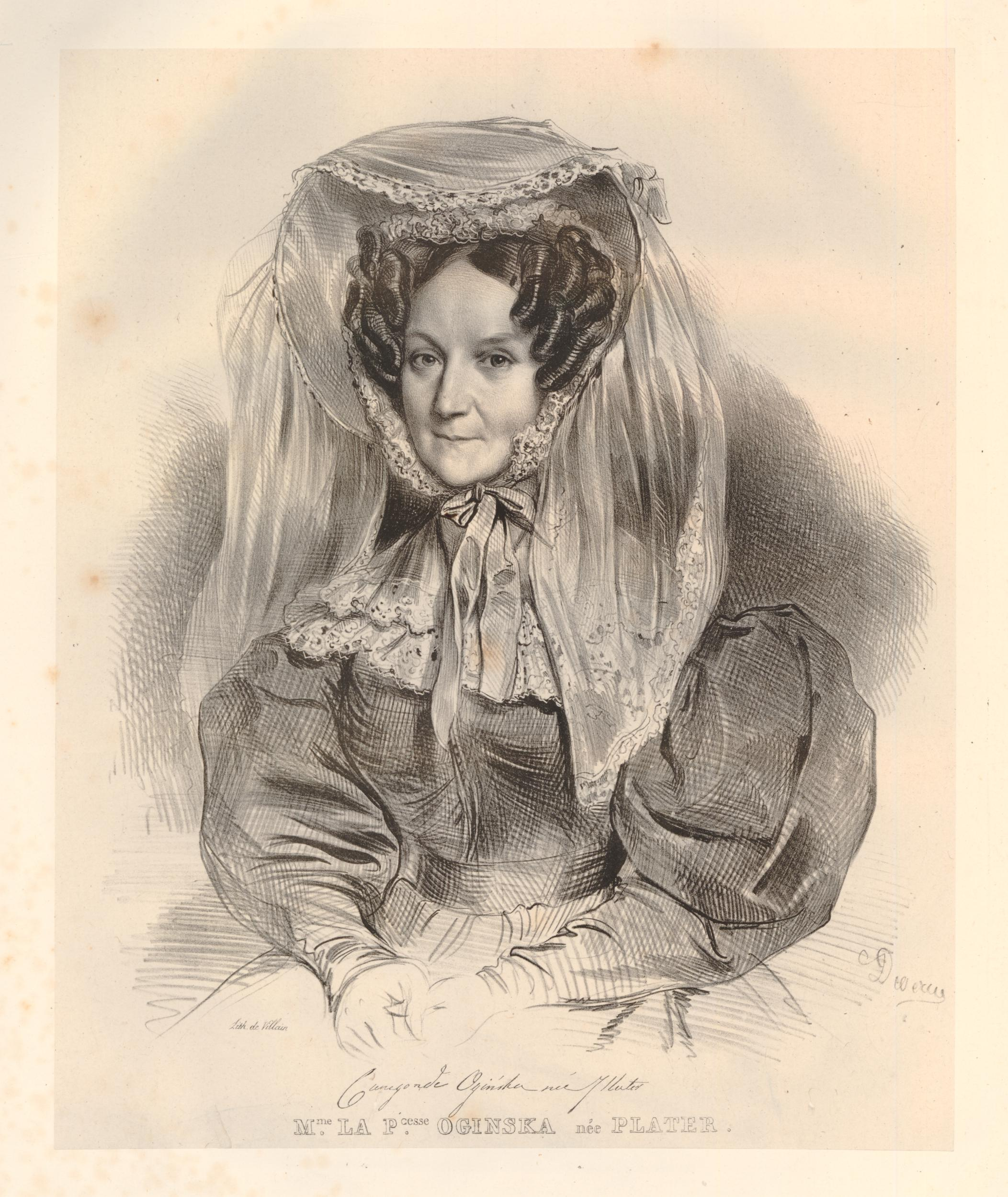
肖像版画 大英博物館
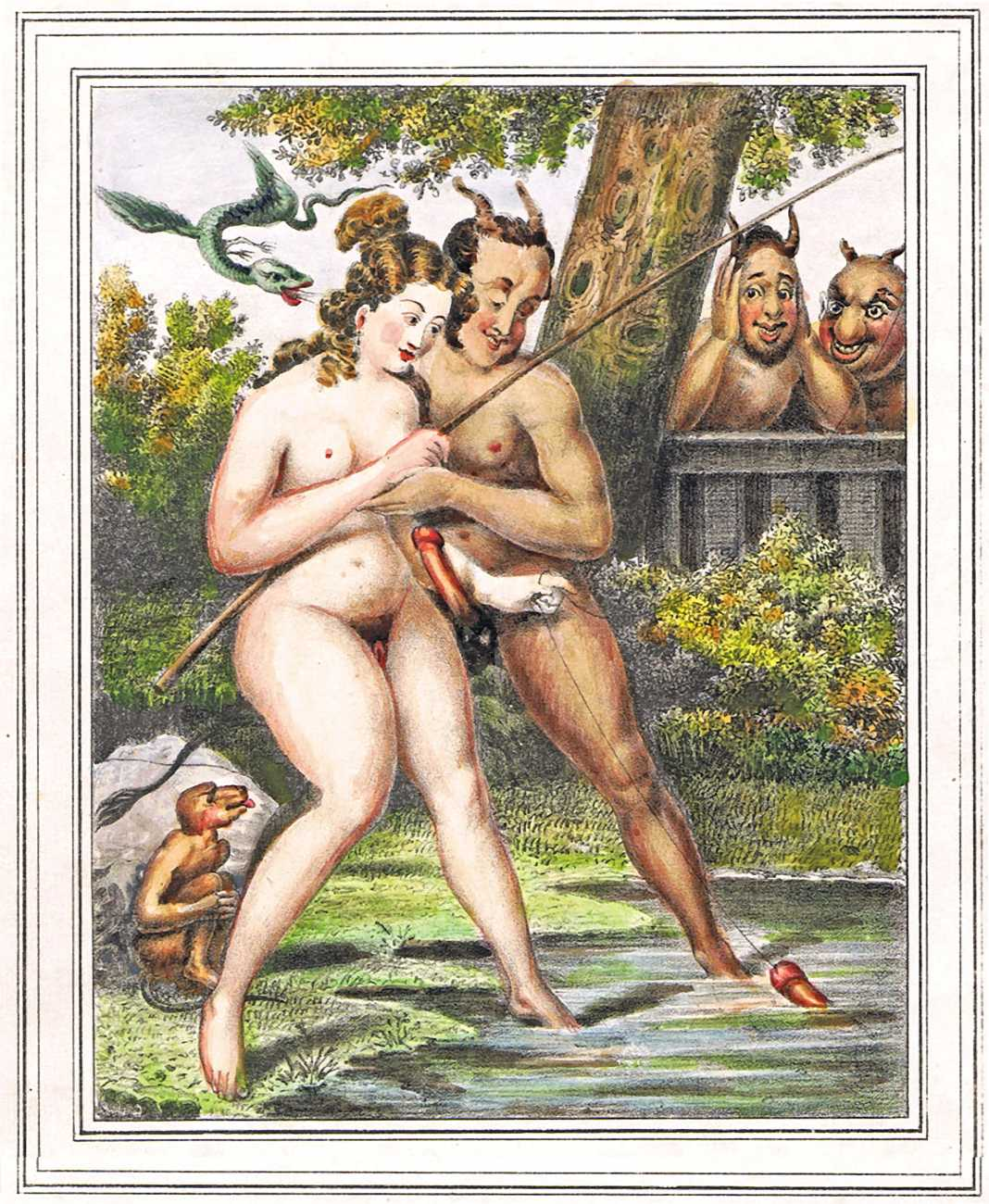
エロティック・アート
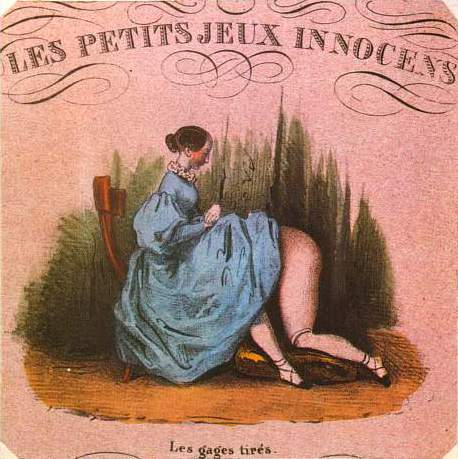
File:Achille Devéria Les petits jeux innocens.jpg